# Crkvina (otok)
Koordinati:   42°45′06″N, 17°48′36″E
Crkvina je majhen nenaseljen otoček v skupini Elafitskih otokov v Jadranskem morju. Pripada Hrvaški.
Crkvina leži med Tajanom na severu in Jakljanom na zahoddu, od katerega je oddaljen okoli 1 km. Površina otočka meri 0,1 km². Dolžina obalnega pasu je 1,5 km. Najvišji vrh na otočku je visok 71 mnm.